# ジョン・ピーターズ
ジョン・ピーターズ（John F. Peters）は、アメリカ合衆国の電子工学者で、クリドノグラフを発明したことで知られる。「変圧器の基本原理への貢献、クリドノグラフの開発、軍用コンピュータの研究、若い工学者の教育」の業績によって、1953年にIEEEのエジソンメダルを受賞した。